# 橋元優奈
橋元 優奈（はしもと ゆな、1984年5月24日 - )は、日本のグラビアアイドル、タレント、コラムニスト。神奈川県出身。前所属事務所は、ティーディープロモーション。旧芸名は橋元優菜。

## 人物
- 趣味は絵画、日本史、世界史、時事、海外ドラマなど。特技は料理、電気工事。かつては東電学園高等部に通っていた。第二種電気工事士、そして合格率10%以下の第三種電気主任技術者という特殊な国家資格を持っている。2011年3月30日付の東京スポーツの記事においては「芸能界一の”東電通”」と掲載された[1]。料理が得意でJSAサロネーゼ協会の講師資格を持ち、お菓子教室の講師なども務める。自身のレシピがクックパッドの人気レシピ本にも掲載されている。2016年5月1日、所属事務所方針により橋元優奈に改名。
- ストッキングの収集が趣味という遍歴から、現在は「パンストアイドル」として活動中。自らコラムを書き、イベントを開催するなどストッキングへの情熱を伝えている。
- これまで収集したストッキングの数は3000足を超えており、マニアなだけでなく再利用法や雑学などに長けている為、夕刊フジや雑誌でコラムニストとして連載を持っている。オリジナルの使用法やパンスト心理学といったエンターテイメントを考案。
- 2016年、講談社モーニングで連載中の野球漫画「グラゼニ」の連載5周年記念PRユニット「グラゼニ女子」のメンバーに加入。応援するチームの観戦勝率が高い事や持ち前の運の良さからしばしば「勝利の女神」と呼ばれている。
- 2017年、四国アイランドリーグplusの公式イメージガールとなる。
- 父親の実家は福島県浪江町で東日本大震災以後福島第一原子力発電所事故の影響で現在もなお帰還困難区域に指定されている。
- 東日本大震災に際し、自身の身内が多く住む福島県浪江町が被災地である事も重なり、救援物資をタレントの有志から集めて被災地に送り届けようというプロジェクト『HEART機動隊』を、朝比奈まりんと共に発起人となって立ち上げ、2011年3月25日から3月28日の4日間にわたってアン・ルイス事務所にて物資の募集を行い、成田童夢や元AKB48などが参加した[2]。
- 2019年8月、自身の体調不良とそれに伴う治療に専念するため事務所を退社、無期限の活動休止となった。
- 現在は「大坂夕」名義で活動を再開している。

## 出演歴

### テレビ
- テレビ朝日　「お願い!ランキング」
- テレビ朝日　「全力坂」（2010年11月8日OA）
- フジテレビ　「とんねるずのみなさんのおかげでした」
- フジテレビ　「指原カイワイズ」
- 日本テレビ　「Gの嵐!」
- テレビ朝日　「奇跡の扉 TVのチカラ」
- テレビ朝日　「タモリ倶楽部」
- テレビ朝日　「お説教アイドル 叱るGENJI」（2013年11月8日OA）
- テレビ東京　「出没!アド街ック天国」
- CBCテレビ　「野望応援バラエティーノブナガ」最終回
- BS11　「アキバ100人アイドル ヴィーナスファイト」
- スカパー!　レジャーチャンネル競艇展望番組ｱｼｽﾀﾝﾄMC
- スカパー!　cs275ch「美少女デラックスTV3」
- スカパー!　エンタ!371「グラドルアスリート」
- スカパー!　エンタ!371「スポっちゃお」
- GyaO「勝ち抜き!アイドル天国!!ヌキ天」
- テレビ東京 「ジョージ・ポットマンの平成史」

### 雑誌・新聞
- 集英社「週刊プレイボーイ」
- 講談社「FRIDAY」
- 講談社「週刊現代」
- 光文社「FLASH」
- 講談社「モーニング」
- ぶんか社「エキサイティングマックス」
- マイウェイ出版「FINAL BOX」連載
- 日本ジャーナル出版「週刊実話」
- ミリオン出版「金のＥＸ」
- ワニマガジン「サルシキ」
- ワニマガジン「Yha！Hip＆Lips」
- 地球丸「Rod and Reel」
- つり人社「Basser」
- 宝島社「teen girl」
- 宝島社「smart」
- ミディアム「Ollie」
- ワニブックス「COOL TRANS」
- ワニブックス「All About Ray-Ban(ワニムックシリーズ 113)」
- マガジン・マガジン「キラキラHair」
- サンケイスポーツ
- スポーツニッポン
- スポーツ報知
- 日刊ゲンダイ

### ラジオ
- ラジオ日本　「中本賢の横浜ガサガサ探検隊」
- ラジオ大阪　「オール阪神の週刊釣り道楽」
- 文化放送　「高田純次・河合美智子の東京パラダイス」
- 文化放送　「くにまるジャパン」
- FMヨコハマ　「God Bless Saturday」
- ニッポン放送　「茂木健一郎のサンデーズバリ！ラジオ」

### 舞台
- 劇団無現「シェイクスピア・夏の夜の夢」（2010年）
- アリスインプロジェクト「ハッピーゴーアンラッキー」（2011年）園村翡翠 役
- ゴブレイプロジェクト 舞台版まいっちんぐマチコ先生（2013年2月）横浜テン子 役

### インターネット
- それ行けテンポザン! （2008年2月24日-6月15日、あっ!とおどろく放送局）NTG候補生（2代目テンポザンガール）
- それ行けテンポザン!]（2009年1月11日-3月29日、あっ!とおどろく放送局）YTG（5代目テンポザンガール）として復帰
- GIRLS TRAIN（2009年3月27日、9月18日、あっ!とおどろく放送局）
- 探偵ファイル

### 映画
- 新スパイガール大作戦～惑星グリーゼの反乱～（2012年8月公開、ムービープラネット）
- まいっちんぐマチコ先生〜肝試しでまいっちんぐ(2013年12月、ZENピクチャーズ)
- 教科書にないッ！ 1・2(2016年6月公開、日本出版販売 原作:岡田和人(ヤングチャンピオンコミックス)）
- 教科書にないッ！ 3・4(2017年公開、日本出版販売 原作:岡田和人(ヤングチャンピオンコミックス)）

### その他
- 四国アイランドリーグplus公式イメージガールユニット「四国アイランド◇ガールズ」(2017〜)
- 講談社「モーニング」公式PRユニット「グラゼニ女子」(2016)
- 石丸電気×エイデン公式イメージガール・準グランプリ
- 中古釣具専門店タックルベリーイメージガールベリーガールズ2008
- ZAK THE QUEEN2008・1st
- 主催イベント「パンストフェチナイト」in新宿Naked Loft
- 連載コラム「橋元優菜のパンスト道」リアルライブ
- 連載コラム「パンストアイドルの告白」夕刊フジ公式サイトzakzak

## リリース作品

### イメージDVD
- 「地球防衛軍女子部月基地ルナベース・橋元優菜少尉のパンスト宇宙」（2010年12月27日発売　発売元：リバートップ　監督：河崎実）
- 「伝線～DENSEN～」（2011年10月28日発売　発売元：イーネットフロンティア）
- 「White EX-saipanst-」（2012年2月28日発売　発売元：オルスタックソフト販売）
- 「集団社内恋愛3」（2016年7月21日発売　発売元：ギルド）※共演：伊藤しほ乃、星乃まおり、若木萌（2016年プロが選ぶアイドルDVD賞受賞作品）
- 「集団社員研修」（2017年6月22日発売　発売元：ギルド）※共演：階戸瑠李、星乃まおり、千葉えりか、須賀葵

### オリジナルビデオ
特記の無いものは全てZENピクチャーズから発売
- ハイパーセクシーヒロインNEXT-ジャスティートレフォイル-（2012年1月27日）- 怪盗アゲハ 役
- 特捜女捜査官キャット＆バニー（2012年2月24日）- キャット 役（主演）
- 宇宙特捜アンジー（2012年5月25日）- 女戦士ソルシエ 役
- 白き処刑人ホワイトジャッジ（2012年7月27日）- 翼陽菜／朱雀 役
- 機密戦隊ブラックアイズ（2012年8月24日）- 翼陽菜／怪人ローザ 役
- バーニングアクションスーパーヒロイン列伝 魔忍狩り紅（2012年11月9日）- 桜恵 役
- まいっちんぐマチコ先生 肝試しでまいっちんぐ（2013年12月13日）- 女幽霊 役
- 心霊捜査官 久遠寺命（2014年3月14日）- 姫川栞 役
- ヒロインピンチオムニバス07 撃獣戦隊アースファイター（2014年5月23日）- 女幹部ジャクラ 役
- ヒロインピンチオムニバス10 撃獣戦隊アースファイターS（2015年2月13日）-  女幹部ジャクラ 役
- サクラ・ピチカート（2016年8月12日））- 魔女ノイーザ 役
- 新・ヒロイン危機一髪!!08 神秘戦隊ガイアレンジャー（2016年11月11日）- 女幹部ラマーヌ 役
- 新・ヒロイン危機一髪!!09 美仙女戦士シルフィアナ（2017年3月24日）- 魔女ジナーガ 役
- 新・ヒロイン危機一髪!!11 紅の女神ワンダーフレイヤ（2017年8月11日）- 黒鳥の魔女 役
- ヒロインピンチオムニバス20 マイティーディアナ（2017年12月8日）- 魔女ゼオラ 役
- 武捜戦隊サイレンジャー外伝 サイスパーク・サーガ（2018年1月12日）- マーナ・ナンガール 役
- サイボーグ美少女 マニーン・ルーン（2018年7月13日）- ドクトレス・ヘラー 役
- バーニングアクション スーパーヒロイン列伝33 白き超女 パワーエンジェル（2019年3月22日）- 魔女暗殺者ザアラ 役

### 電子写真集
- 橋元優菜電子写真集｢誘惑ルージュ｣（アスペクトデジタルメディア）
- グラビアコンテンツ　パッションフルーツ

### CD
- 1stシングル　Violet Kiss（2009年7月29日‐MMEレコード）
- NEO IDOL SUPER COMPILATION vol.2（MMEレコード）
- NEO IDOL SUPER COMPILATION vol.3（MMEレコード）